# Regno dell'Elmet
Il Regno dell'Elmet era un antico regno celtico di lingua cumbrica, sviluppatosi tra il V e gli inizi del VII secolo nello Yorkshire occidentale, in Inghilterra, vicino alla città di Leeds.

## Geografia
Durante l'Alto Medioevo sarebbe stato un vasto regno che copriva ampie zone dell'odierno West Riding (una delle tre antiche divisioni della contea dello Yorkshire) e che, probabilmente, aveva come capitale Barwick-in-Elmet. Gli studi archeologici svolti ci fanno pensare che il confine meridionale fosse segnato dal fiume Sheaf e quello orientale dal fiume Wharfe. A Nord il regno avrebbe confinato con la Deira ed a Sud con la Mercia, mentre i confini occidentali sembra che giungessero sino ai pressi di Craven, che potrebbe essere stato un regno britannico minore.

## Storia
Ci sono davvero poche testimonianze della sua esistenza, tra cui cenni negli annali post-romani e le strutture difensive attorno a Barwick-in-Elmet, oltre ai nomi di alcuni villaggi nell'area (come Sherburn-in-Elmet) e a diversi toponimi cumbrici.
Questo regno sarebbe nato a seguito della suddivisione del grande reame settentrionale di re Coel Hen, attorno al 420, che fu spartito tra i suoi figli e poi tra i suoi nipoti. Nacquero così i regni di Rheged, Strathclyde, Ebrauc, Bernicia, Gododdin e, ovviamente, Elmet. La popolazione di questo regno probabilmente discendeva dalla tribù celtica dei briganti. Una delle poche attestazioni dell'esistenza di questo regno si ha nella Historia Brittonum di Nennio in cui si afferma che re Edvino di Deira "occupò l'Elmet e scacciò il suo re, Certic". Secondo la Historia ecclesiastica gentis Anglorum di Beda il Venerabile, Hereric, padre di sant'Ilda di Whitby, fu ucciso presso la corte di Ceretic. Ceretic e Certic sono di solito considerati la stessa persona e questa sarebbe identificabile con Ceredig ap Gwallog. Tuttavia Beda non parla di Elmet come di un regno, ma come di una foresta. Egli menziona una residenza reale e la battaglia di Winwaed nella regione di "Loidis", forse l'area oggi occupata dal distretto metropolitano della città di Leeds).
L'Elmet sembra aver avuto legami con il Galles: un'antica iscrizione cristiana trovata nel Caernarfonshire recita "Aliorto dell'Elmet giace qui". Inoltre, un cantref (divisione amministrativa) del Dyfed porta il nome di Elfed, equivalente gallese di Elmet. Infine, un certo numero di re dell'Elmet sono ricordati in fonti gallesi: due poemi del Libro di Taliesin, del poeta gallese omonimo, infatti, sono dedicati a Gwallog ap Llaennog, che regnò sull'Elmet alla fine del VI secolo.
Sul finire del VI secolo, l'Elmet fu messo sempre più sotto pressione dalla crescente potenza dei regni anglosassoni di Deira e Mercia. Nel 590 l'Elmet si unì alla grande alleanza nata contro gli angli della Bernicia, che stavano preparando una massiccia invasione contro gli altri reami del nord. In questa guerra sarebbe morto Gwallog, sovrano dell'Elmet. L'alleanza collassò dopo l'assassinio di Urien del Rheged, ed a seguito dello scoppio di una faida tra due dei suoi membri chiave.
Sembra che dopo questo evento e a seguito dell'unificazione di Deira e Bernicia nel regno di Northumbria, l'Elmet sia stato costretto a costruire una serie di fossati a nord e a ovest di Barwick, con l'apparente tentativo di creare una linea difensiva supplementare (resti sono ancora visibili). La Northumbria di re Edvino invase e conquistò definitivamente l'Elmet nell'autunno del 616. Ceredig andò in esilio nel Gwynedd, dove sarebbe morto due anni dopo. Non si conosce con precisione il casus belli, ma si è pensato che la morte per avvelenamento del nobile northumbriano Hereric, un membro della casata reale northumbriana in esilio nell'Elmet, potrebbe aver fornito il pretesto a Edwin per attaccare il regno. Potrebbe però anche essere che sia stato lo stesso Edwin a far assassinare Hereric e che abbia poi attaccato Ceredig ap Gwallog per punirlo di aver dato asilo a Hereric.
L'Elmet divenne parte della Northumbria, ed i suoi abitanti furono conosciuti col nome di elmetsete. Continuarono a risiedere in quest'area e probabilmente si allearono con Cadwallon ap Cadfan del Gwynedd, quando costui invase la Northumbria e conquistò la zona nel 633.
È probabile che gli elmetsaete abbiano continuato a risiedere nello Yorkshire occidentale durante il dominio dei sassoni. Nell'area che divenne nota come Elmet, i nativi si definivano loides, parola che è ancora individuabile in alcuni toponimi: i villaggi di Ledston, Ledsham e Leathley e la città di Leeds.